# سیارک ۲۲۱۴۰
سیارک ۲۲۱۴۰ (به انگلیسی: 22140 Suzyamamoto، نامگذاری:2000VW32) بیست و دو هزار و صد و چهلمین سیارک کشف شده‌است که در ۱ نوامبر ۲۰۰۰ کشف شد.
قدر مطلق سیارک برابر ۱۶.۲ است.